# ماگ‌فورس
ماگ‌فورس (انگلیسی: MagForce) شرکت مهندسی پزشکی آلمانی است، که در سال ۱۹۹۷ تأسیس شد.